# Now Production
Now Production（日语：ナウプロダクション，又称Nowpro）是开发与发行电子游戏的日本电子游戏公司。公司于1986年建立，并开始为南梦宫、Hudson Soft、卡普空、TAITO、科乐美、世嘉、任天堂等大型日本公司开发各种游戏。
Nowpro现在还参与手机软件、在线游戏、弹珠机和老虎机软硬件的开发。

## 电子游戏

### 街机
- Bravoman（英语：Bravoman）（1988年）

### FC游戏机
- Metro-Cross（1986年）
- Taito Grand Prix: Eikou heno License（英语：Taito Grand Prix: Eikou heno License）（1987年）
- Spelunker II: Yūsha e no Chōsen（英语：Spelunker II: Yūsha e no Chōsen）（1987年）
- Jikuu Yuuden: Debias（英语：Jikuu Yuuden: Debias）（1987年）
- Kyuukyoku Harikiri Stadium（英语：Kyuukyoku Harikiri Stadium）（1988年）[來源請求]
- Kyuukyoku Harikiri Stadium '88 Senshuu Shin Data Version（英语：Kyuukyoku Harikiri Stadium '88 Senshuu Shin Data Version）（1988年）[來源請求]
- 妖怪道中記（1988年）
- Wagan Land（英语：Wagan Land）（1989年）
- Splatterhouse: Wanpaku Graffiti（英语：Splatterhouse: Wanpaku Graffiti）（1989年）
- Dragon Spirit: The New Legend（英语：Dragon Spirit: The New Legend）（1989年）[來源請求]
- Jackie Chan's Action Kung Fu（英语：Jackie Chan's Action Kung Fu）（1990年）
- Yo! Noid（英语：Yo! Noid）（1990年） (originally in Japan as Kamen no Ninja Hanamaru)
- Jumpin' Kid: Jack to Mame no Ki Monogatari（英语：Jumpin' Kid: Jack to Mame no Ki Monogatari）（1990年）[來源請求]
- Wagan Land 2（英语：Wagan Land）（1990年）
- 高桥名人之冒险岛II（1991年）
- 高桥名人之冒险岛III（1992年）[來源請求]
- Ms. Pac-Man（英语：Ms. Pac-Man）（1993年）
- 高桥名人之冒险岛IV（1994年）[來源請求]

### PC Engine
- Chew Man Fu（英语：Chew Man Fu）（1990年）
- Bravoman（英语：Bravoman）（1990年）
- Dragon Saber（英语：Dragon Saber）（1991年）
- Final Soldier（英语：Final Soldier）（1991年）
- Jackie Chan's Action Kung Fu（英语：Jackie Chan's Action Kung Fu）（1991年）
- Doraemon: Nobita no Dorabian Night (1991 and 1992)
- Genpei Tōma Den（英语：Genpei Tōma Den）（1990年）[來源請求]
- Samurai Ghost（英语：Samurai Ghost）（1992年）
- New Adventure Island（英语：New Adventure Island）（1992年）
- Power Tennis（英语：Power Tennis）（1993年）

### Mega Drive
- Quad Challenge（英语：Quad Challenge）（1991年）
- 高桥名人之冒险岛III（1992年）
- Splatterhouse 3（英语：Splatterhouse 3）（1993年）
- Rolling Thunder 3（英语：Rolling Thunder 3）（1993年）

### Game Gear
- Galaga '91（英语：Galaga '88）（1991年）[來源請求]
- Wagan Land（英语：Wagan Land）（1991年）
- Pac-Attack（英语：Pac-Attack）（1994年）
- Ms. Pac-Man（英语：Ms. Pac-Man）（1995年）[來源請求]

### Game Boy
- Mickey's Dangerous Chase（英语：Mickey's Dangerous Chase）（1991年）
- 打氣人（1992年）
- Barcode Boy: Kattobi Road（英语：Barcode Boy: Kattobi Road）（1993年）
- Adventure Island II: Aliens in Paradise（1993年）[來源請求]
- Momotarou Dengeki: Momotaro Thunderbolt（1993年）[來源請求]
- Momotarou Dengeki 2（1994年）[來源請求]
- Pac-Attack（英语：Pac-Attack）（1994年）

### 超级任天堂
- Go! Go! Dodge League（英语：Go! Go! Dodge League）（1993年）[來源請求]
- Super Power League（英语：Super Power League）（1993年）
- King of the Monsters 2（1993年）
- 奇蹟女孩（1993年）
- Super Mahjong 2: Honkaku 4 Nin Uchi!（英语：Super Mahjong 2: Honkaku 4 Nin Uchi!）（1993年）[來源請求]
- Super Kyuukyoku Harikiri Stadium 2（英语：Super Kyuukyoku Harikiri Stadium 2）（1994年）
- Super Power League 2（英语：Super Power League 2）（1994年）
  - The Sporting News: Baseball（英语：The Sporting News: Baseball）（1995年） (North American version)
- Super Power League 3（英语：Super Power League 3）（1995年）
- Supapoon（英语：Supapoon）（1995年）
- Supapoon DX（英语：Supapoon DX）（1996年）
- Super Power League 4（英语：Super Power League 4）（1996年）

### PlayStation
- Chibi Maruko-chan: Maruko Enikki World（1995年）[來源請求]
- Namco Museum Volume 1（英语：Namco Museum Volume 1）（1995年）
- Namco Museum Volume 3（英语：Namco Museum）（1996年）
- Digical League（英语：Digical League）（1997年）
- Smash Court 2（英语：Smash Court 2）（1998年） known in Europe as Anna Kournikova's Smash Court Tennis
- Block Kuzushi（1999年）
- Dragon Valor（英语：Dragon Valor）（1999年）[來源請求]
- Extreme Go-Kart Racing（英语：Extreme Go-Kart Racing）（2000年）
- Rescue Shot（英语：Rescue Shot）（2000年）
- Ganbare Goemon: Oedo Daikaiten（英语：Ganbare Goemon: Oedo Daikaiten）（2001年）
- Goemon: Shin Sedai Shūmei!（英语：Goemon: Shin Sedai Shūmei!）（2001年）
- Big League Slugger Baseball（英语：Big League Slugger Baseball）（2003年）

### Game Boy Color
- Dance Dance Revolution GB（英语：Dance Dance Revolution (Game Boy Color video games)）（2000年）
- Dance Dance Revolution GB2（英语：Dance Dance Revolution (Game Boy Color video games)）（2000年）
- Detanabi Pro Yakyuu（英语：Detanabi Pro Yakyuu）（2000年）
- Detanabi Pro Yakyuu 2（英语：Detanabi Pro Yakyuu 2）（2001年）
- Dance Dance Revolution GB3（英语：Dance Dance Revolution (Game Boy Color video games)）（2001年）
- Dance Dance Revolution GB Disney Mix（英语：Dance Dance Revolution GB Disney Mix）（2001年）
- Oha Star Dance Dance Revolution GB（英语：Oha Star Dance Dance Revolution GB）（2001年）

### Game Boy Advance
- Klonoa: Empire of Dreams（英语：Klonoa: Empire of Dreams）（2001年）
- Klonoa 2: Dream Champ Tournament（英语：Klonoa 2: Dream Champ Tournament）（2002年）
- WTA Tour Tennis（英语：WTA Tour Tennis）（2002年）
- Gachinko Pro Yakyuu（英语：Gachinko Pro Yakyuu）（2002年）
- Goemon: New Age Shutsudō!（英语：Goemon: New Age Shutsudō!）（2002年）
- Silent Scope（英语：Silent Scope）（2002年）
- Metal Max 2 Kai（2003年）
- One Piece: Going Baseball（英语：List of One Piece video games）（2004年）

### PlayStation 2
- Ninja Assault（英语：Ninja Assault）（2002年）
- Surfing Air Show with Rat Boy（英语：Surfing Air Show with Rat Boy）（2002年）
- Gachinko Pro Yakyuu（英语：Gachinko Pro Yakyuu）（2003年）
- Necchuu! Pro Yakyuu 2003（英语：Necchuu! Pro Yakyuu 2003）（2003年）[來源請求]
- Katamari Damacy（英语：Katamari Damacy）（2004年）
- Demon Chaos（英语：Demon Chaos）（2005年）
- We Love Katamari（英语：We Love Katamari）（2005年）
- Twinkle Star Sprites: La Petite Princesse（英语：Twinkle Star Sprites）（2005年）
- Sonic Riders（英语：Sonic Riders）（2006年）
- Bakugan Battle Brawlers（英语：List of Bakugan Battle Brawlers video games）（2009年）

### GameCube
- Sonic Adventure DX: Director's Cut（2003年）
- Mario Superstar Baseball（英语：Mario Superstar Baseball）（2005年）
- Sonic Riders（英语：Sonic Riders）（2006年）

### PlayStation Portable
- 彼岸島（2005年）
- PQ: Practical Intelligence Quotient（英语：PQ: Practical Intelligence Quotient）（2005年）
- PQ2: Practical Intelligence Quotient 2（英语：PQ2: Practical Intelligence Quotient 2）（2006年）
- Undead Knights（英语：Undead Knights）（2009年）

### Xbox
- Sonic Riders（英语：Sonic Riders）（2006年）

### Xbox 360
- Beautiful Katamari（英语：Beautiful Katamari）（2007年）
- Bakugan Battle Brawlers（英语：List of Bakugan Battle Brawlers video games）（2009年）

### 任天堂DS
- Nazotte Oboeru Otona no Kanji Renshuu Kanzenban（英语：Nazotte Oboeru Otona no Kanji Renshuu Kanzenban）（2007年）
- Shoho Kara wa Hajimeru Otona no Eitango Renshuu（英语：Shoho Kara wa Hajimeru Otona no Eitango Renshuu）（2008年）
- Unsolved Crimes（英语：Unsolved Crimes）（2008年）
- Zero Kara Hajimeru: Otona no 5-Kokugo Nyuumon（英语：Zero Kara Hajimeru: Otona no 5-Kokugo Nyuumon）（2008年）
- Bakugan Battle Brawlers（英语：List of Bakugan Battle Brawlers video games）（2009年）
- Kodawari Saihai Simulation: Ocha no Ma Pro Yakyuu DS（英语：Kodawari Saihai Simulation: Ocha no Ma Pro Yakyuu DS）（2009年）
- Imi Gawakaru Otona no Jukugo Renshuu: Kadokawa Ruigo Shinjiten Kara 5-Man Mon（英语：Imi Gawakaru Otona no Jukugo Renshuu: Kadokawa Ruigo Shinjiten Kara 5-Man Mon）（2009年）
- WireWay（英语：WireWay）（2009年）
- Nazotte Oboeru Otona no Kanji Renshuu Kaiteiban（英语：Nazotte Oboeru Otona no Kanji Renshuu Kaiteiban）（2010年）
- Zoobles! Spring to Life!（英语：Zoobles! Spring to Life!）（2011年）

### Wii
- Sonic and the Secret Rings（英语：Sonic and the Secret Rings）（2007年）
- Mario Super Sluggers（英语：Mario Super Sluggers）（2008年）
- Little League World Series Baseball 2008（英语：Little League World Series Baseball）（2008年）
- Little League World Series Baseball 2009（英语：Little League World Series Baseball）（2009年）
- Bakugan Battle Brawlers（英语：List of Bakugan Battle Brawlers video games）（2009年）

### PlayStation 3
- Bakugan Battle Brawlers（英语：List of Bakugan Battle Brawlers video games）（2009年）